# Cornelia Gurlitt
Pour les articles homonymes, voir Gurlitt.
Cornelia Gurlitt est une peintre et infirmière militaire allemande née le 25 juin 1890 à Berlin et morte par suicide le 5 août 1919 à Berlin. Fille de Cornelius Gurlitt, elle est la sœur d'Hildebrand et Wilibald Gurlitt.

## Galerie

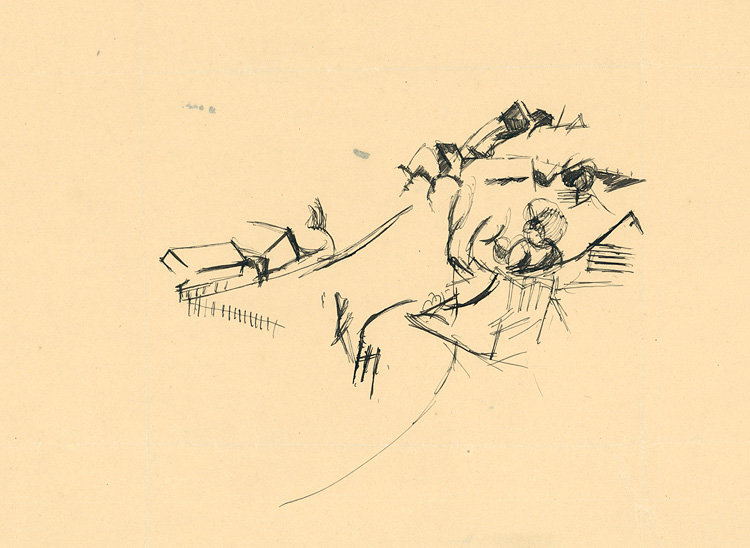
Dessin de Cornelia Gurlitt.